# Symplocos ramuliflora
Symplocos ramuliflora är en tvåhjärtbladig växtart som beskrevs av B. Stahl. Symplocos ramuliflora ingår i släktet Symplocos och familjen Symplocaceae. Inga underarter finns listade i Catalogue of Life.